# Saulius Arlauskas
Saulius Arlauskas (* 17. Januar 1952 in Klaipėda) ist ein litauischer Jurist, Rechtsphilosoph und Professor an der Mykolas-Romer-Universität.

## Biographie
1970 nach dem Abitur an der 12. Mittelschule Klaipėda absolvierte Saulius Arlauskas 1975 ein Physikstudium an der Universität Vilnius und hatte ab 1981 einen Lehrauftrag. Von Dezember 1982 bis Dezember 1985 studierte er in der Aspirantur und promovierte 1986 an der gleichen Universität zur Philosophie Johann Gottlieb Fichtes. Von 1991 arbeitete er als Dozent am Philosophielehrstuhl der Litauischen Polizeiakademie (Lietuvos policijos akademija) (danach an der Lietuvos teisės akademija, Lietuvos teisės universitetas, MRU). Seit Juni 2008 ist er Professor, seit 2012 Mitglied des Senats der Kazimieras-Simonavičius-Universität.
Saulius Arlauskas ist verheiratet; mit seiner Frau Violeta hat er zwei Töchter namens Ugnė (* 1977) und Agilė (* 1984).
Arlauskas ist Mitglied der sozialistischen Partei Frontas.